# الطليحة (نعمان)

تعديل مصدري - تعديل

الطليحة هي إحدى قرى عزلة الجدير بمديرية نعمان التابعة لمحافظة البيضاء، بلغ تعداد سكانها 219 نسمة حسب تعداد اليمن لعام 2004.